# Fagan
Fagan is een Iers historisch merk van motorfietsen.
De bedrijfsnaam was: John Fagan Motorcycles, Dublin.
John Fagan begon in 1935 lichte, goedkope motorfietsjes te produceren die volledig uit Britse onderdelen waren opgebouwd. Zo werd de 148cc-tweetaktmotor ingekocht bij Villiers in Wolverhampton, het frame bij Diamond (eveneens in Wolverhampton), de versnellingsbak bij Albion in Glasgow, de voorvork bij Webb en het zweefzadel bij Lycett. De verkoopaantallen vielen tegen en daarom werd de productie al in 1937 beëindigd.